# Die schöne Rebellin
Die schöne Rebellin (Originaltitel: Sei nell’anima, auf Deutsch in etwa: „Du bist in meiner Seele“) ist ein italienisches Film-Drama unter der Regie von Cinzia Th. Torrini, basierend auf Cazzi miei, der Autobiografie von Gianna Nannini. Der Film wurde am 2. Mai 2024 beim Streamingdienst Netflix veröffentlicht.

## Handlung
Gianna Nannini möchte schon als kleines Mädchen unbedingt Sängerin werden. Gegen den Willen ihres Vaters, einem Konditor, tut sie alles, sich diesen Traum zu erfüllen. Zunächst studiert sie in Lucca Klavier, dann Komposition in Mailand. Nebenbei arbeitet sie in der Konditorei ihres Vaters, wo sie durch einen Unfall zwei Fingerglieder ihrer linken Hand verliert.
Nach dem Studium sendet sie Demos an Plattenfirmen und wird schließlich von Numero Uno unter Vertrag genommen, wo sie mit Claudio Fabi und Mara Maionchi zusammenarbeitet. Sie provoziert durch ihre rebellische Art und drückt dies auch auf ihren Plattencovern aus. So hat Nannini 1979 mit der Langspielplatte California erstmals Erfolg, wobei das Cover die Freiheitsstatue zeigt. Doch statt einer Flamme hält diese einen Vibrator in die Höhe – ein Skandal im erzkatholischen Italien. Nannini erfährt jedoch auch negative Seiten des Erfolges. So kämpft sie mit Depressionen und Wahnvorstellungen. Mit der Hilfe einiger Wegbegleiter und ihrer Jugendliebe Carla bekommt sie ihr Leben wieder in den Griff und führt ihre Karriere bis heute erfolgreich fort.

## Besetzung und Synchronisation
Die deutschsprachige Synchronisation übernahm die Interopa Film. Dialogregie führte Zoë Beck, das Dialogbuch schrieb Nurcan Özdemir.

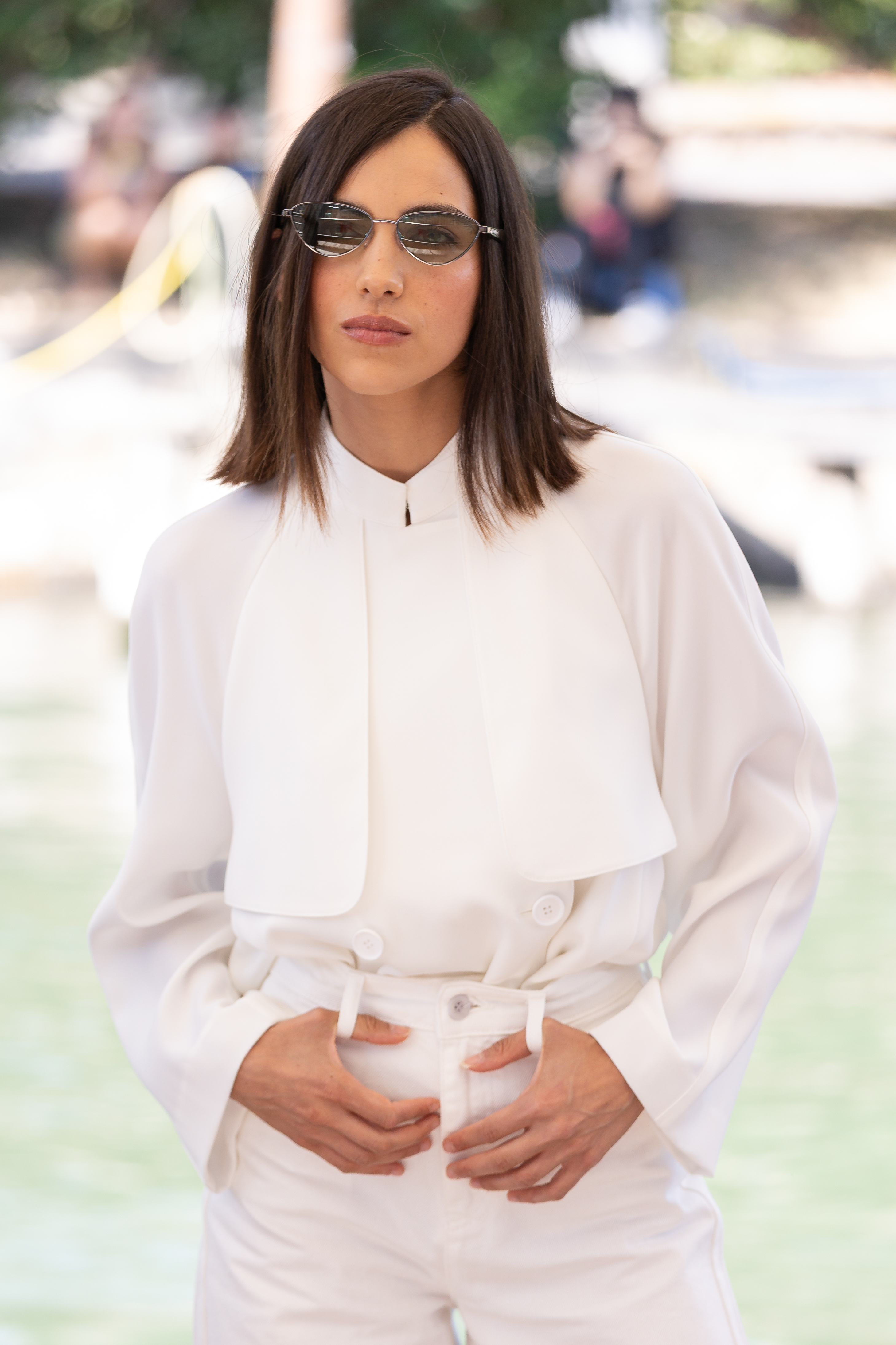
Selene Caramazza spielt Carla

| Rolle               | Darsteller             | Synchronsprecher  |
| ------------------- | ---------------------- | ----------------- |
| Alessandro Nannini  | Lorenzo Aloi           | Timo Weisschnur   |
| Carla               | Selene Caramazza       | Moira May         |
| Conny               | Christian Stamm        | Bernd Vollbrecht  |
| Danilo Nannini      | Maurizio Lombardi      | Viktor Neumann    |
| Fr. Ariston         | Sara Luigina Donzelli  | Sabina Trooger    |
| Gianna (7–10 Jahre) | Sveva Zalli            | Emilia Bublies    |
| Gianna (Teenager)   | Caterina Paci          | Muriel Bielenberg |
| Gianna Nannini      | Letizia Toni           | Runa Aléon        |
| Giovanna            | Teresa Tanini          | Antje von der Ahe |
| Krista              | Anna Rot               | Jasmin Arnoldt    |
| Lucia               | Sara Lughi             | Juliane Schöttler |
| Mara Maionchi       | Andrea Delogu          | Carolina Vera     |
| Marc                | Stefano Rossi Giordani | Arne Stephan      |
| Osvaldo             | Max Pisu               | Thomas Wenke      |
| Pavel               | Danylo Kotov           | Imme Aldag        |
| Psychiater          | Ralph Palka            | Axel Strothmann   |
| Roger Kranz         | Florin Piersic Jr.     | Gerrit Hamann     |
| Romina              | Emanuele Luigi Cuomo   | Jonas Lauenstein  |
| Tina                | Noemi Brando           | Rieke Werner      |
| Katia               |                        | Nina Herting      |

## Titelliste
- Addio (Gianna Nannini)
- Fantasia (Gianna Nannini)
- Se Brucialsse L.A. Città (Giancarlo Bigazzi, Totò Savio, Enrico Polito)
- America Demo (Mauro Paoluzzi, Gianna Nannini)
- Basta (Gianna Nannini)
- Morta Per Autoprocurato Aborto (Gianna Nannini)
- Latin Lover (Mauro Paoluzzi, Gianna Nannini)
- Ragazzo Dell’ Europa (Gianna Nannini)
- Sei Nell’Anima (Gianna Nannini/Luigi De Crescenzo)
- Nobody Knows You When You’re Down and Out (Bessie Smith)
- Avventuriera (Gianna Nannini)
- Un Giorno Disumano (Gianna Nannini)
- Pensieri In Do Minore (Gianna Nannini)
- Primadonna (Gianna Nannini)
- California (Gianna Nannini)
- America (Gianna Nannini)
- Ti Avevo Chiesto Solo Di Toccararmi (Gianna Nannini)
- Vienna (Ultravox)
- Contaminata (Gianna Nannini)
- Fotoromanza (Gianna Nannini)
- Ritornerai (Bruno Lauzi)
- Tornerai (Gianna Nannini)
- L’Urlo (Gianna Nannini/Rüdiger Braune/Raffaella Riva)
- Sei Nell’Anima (Gianna Nannini)
- 1983 (Gianna Nannini)
- Silenzio (Gianna Nannini)
- Ocean Hued (Wav Two)
- Night Date (Brian Dee)
- Galaxy Guide (Heyley Briasco)

## Drehorte
Gedreht wurde der Film in und in der Umgebung von Siena, auf dem Piazza del Campo und in Sovicille.

## Rezeption
Oliver Armknecht bewertete den Film auf film-rezensionen.de mit fünf von zehn Punkten. Der Film sei gut besetzt, die Stimme der Künstlerin immer noch markant. Der Film selbst sei es nicht, habe zwar wichtige Themen, mache aus diesen aber nicht viel.
Samira Straub meinte auf swr.de, dass der Film über weite Strecken gehetzt wirke, fast schon hektisch arbeite dieser Anekdote um Anekdote aus dem Leben der Sängerin ab. Das gehe auf Kosten der Tiefe. Außerdem fehle es an vielen Stellen an Persönlichkeit, die herausragende Hauptdarstellerin Letizia Toni trage den Film über weite Strecken fast alleine.